# This Is Hell
This Is Hell drugi je studijski album švedskog melodičnog death metal sastava Dimension Zero. Objavljen je 27. listopada 2003. godine. Posljednji je album s gitaristom Glennom Ljungströmom i prvi s Danielom Antonssonom.

## Popis pjesama
Tekstovi: Jocke Göthberg, glazba: Jesper Strömblad, Daniel Antonsson i Glenn Ljungström.
| 1.    | »The Introduction to What This Is« (instrumentalna skladba) | 2:38 |
| 2.    | »Dimension Zero«                                            | 2:53 |
| 3.    | »Immaculate«                                                | 3:53 |
| 4.    | »Blood on the Streets«                                      | 3:09 |
| 5.    | »Into and Out of Subsistence«                               | 3:09 |
| 6.    | »The Final Destination«                                     | 4:50 |
| 7.    | »Amygdala«                                                  | 3:27 |
| 8.    | »Killing My Sleep«                                          | 4:01 |
| 9.    | »This Light«                                                | 4:28 |
| 10.   | »Di'I Minores«                                              | 3:52 |
| 36:20 |                                                             |      |

| Bonus pjesma | Bonus pjesma | Bonus pjesma | Bonus pjesma | Bonus pjesma | Bonus pjesma | Bonus pjesma | Bonus pjesma | Bonus pjesma | Bonus pjesma |
| Br.          | Skladba      | Trajanje     |              |              |              |              |              |              |              |
| ------------ | ------------ | ------------ | ------------ | ------------ | ------------ | ------------ | ------------ | ------------ | ------------ |
| 11.          | »Helmet«     | 2:19         |              |              |              |              |              |              |              |
| 38:39        |              |              |              |              |              |              |              |              |              |

## Zasluge
| Dimension Zero - Jesper Strömblad – bas-gitara - Hans Nilsson – bubnjevi - Jocke Göthberg – vokali - Daniel Antonsson – gitara, mastering - Glenn Ljungström – gitara | Ostalo osoblje - Anders Fridén – produkcija, inženjer zvuka, mix - Niklas Sundin – omot albuma - Göran Finnberg – mastering - Fredrik Reinedahl – inženjer zvuka - Karim Hatoum – fotografije |